# Karl Friedrich Scheithauer

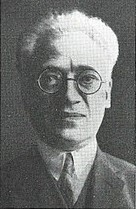
Karl Friedrich Scheithauer (vor 1936)

Karl Friedrich Scheithauer (* 21. September 1873 in Xions bei Ostrowo, Provinz Posen; † 12. Januar 1962 in Leipzig) war ein deutscher Stenografieerfinder, Stenograf und Schriftsteller.

## Leben

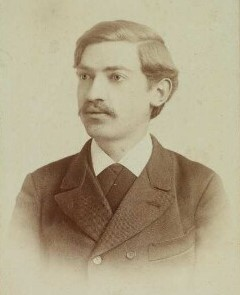
Karl Friedrich Scheithauer (etwa 1893)

Karl Friedrich Scheithauer besuchte zunächst das Gymnasium in Ostrowo, wo er 1886 durch seinen Lehrer Kòthlinski dessen Anpassung des deutschen Stenografiesystems Stolze auf die polnische Sprache erlernte. 1891 zog Scheithauer nach Berlin, um als Stenograf in Ferdinand Schreys Schreibmaschinengeschäft Schrey & Sporken tätig zu sein. 1894 schied er aus diesem Geschäft wieder aus.
In späteren Jahren lebte Scheithauer mit seiner Familie in Leipzig, wo er seinen kleinen Stenografieverlag in der Burgauenstraße (jetzt Nathanaelgasse) 6, im Stadtteil Lindenau, im 4. Stockwerk betrieb. Von dort aus führte er auch seine vielen Verhandlungen mit den politischen Behörden des Dritten Reiches und später der DDR. So gewährten die DDR-Behörden dem völlig verarmten Mann, dem es schon seit vielen Jahren zu publizieren verboten war, eine „Ehrenrente“ von 200 Ostmark.
Scheithauer starb am 12. Januar 1962 in einem Altersheim in Leipzig. Bestattet ist er auf dem Lindenauer Friedhof, Merseburger Straße, wo auch seine Mutter, seine Frau und seine Tochter Gertrud begraben sind. Der Grabstein ist mit seinem Warenzeichen, dem Stenographiekopf, auch „Scheithauersches Gesicht“ genannt, (s. u. Ehm Welk) geschmückt und steht nun dank der Bemühungen der Stenographischen Sammlungen in Dresden unter Denkmalschutz. Dort sind auch seine Schriften, Entwürfe und andere Memorabilia zu finden, ebenso ein Porträt aus dem Jahre 1942.
Außerhalb seines stenografischen Schaffens war Scheithauer Übersetzer für 12 europäische Sprachen, die er alle selbst erlernt hatte. Unter dem Pseudonym Kallistophanes von Theben veröffentlichte er zahlreiche Gedichte, Bänkellieder und Novellen.

## Wirken auf stenografischem Gebiet

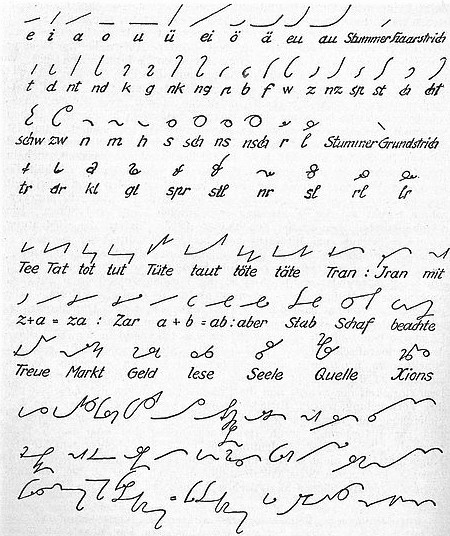
System Scheithauer in der Schriftform von 1896. - Übertragung der letzten drei Zeilen: „Das deutsche Volk wünscht aus aufrichtigstem Herzen, mit allen seinen Kräften mitzuhelfen an dem großen Werk einer allgemeinen Versöhnung und Verständigung der europäischen Nationen.“

Karl Scheithauer war in seinen jüngeren Jahren wie später sein Sohn Richard (* 10. Februar 1898) Reichstagsstenograf. Sie benutzten zum Stenografieren eine Eilschrift, die zwar wie die Langschrift Worte abkürzte, aber keine „Kürzel“ hatte. Auch diese Eilschrift war für alle lesbar, auch wenn sie der Leser selber nicht schreiben konnte.
Nachdem Scheithauer 1891 als Stenograf im Schreibmaschinengeschäft von Ferdinand Schrey zu arbeiten begonnen hatte, wurde er dort unter anderem mit den Gedanken von Karl Faulmann, eine Kurzschrift als „allgemeines Verständigungs- und Verkehrsmittel für das ganze Volk“ zu schaffen, um schließlich die gewöhnliche Schrift zu ersetzen, bekannt und wurde Anhänger dieser Schule.
Im September 1891 stellte Scheithauer einen Entwurf einer buchstäblichen, „für jedermann lesbaren“ Kurzschrift vor. Da dieser Entwurf keinen großen Anklang fand, versuchte er es 1893 mit einem Lehrbuch nach dem System von Ferdinand Schrey. Erfolgreicher als Scheithauers Entwurf von 1893 war sein Lehrbuch Volksstenographie nach den Grundsätzen von Gabelsberger, Stolze und Faulmann. Es handelte sich dabei um eine leichte Reform des Systems Schrey. Scheithauer griff dabei auf den kursiven Zeichenbestand von Gabelsberger, auf die Drucklosigkeit bestimmter Abstriche wie bei Arends und auf die Zeilenunabhängigkeit sowie Kürzellosigkeit bei Faulmann zurück. Am 12. September 1896 veröffentlichte er dann als eine Fortentwicklung des 1891er Entwurfs sein erstes Lehrbuch seines eigenen Systems mit dem Titel System der Stenographie. Nach graphologischen Erfahrungen aufgestellt. Bereits 1899 baute Friedrich Diehm diese Scheithauersche Schriftform in seiner Veröffentlichung Deutsche Stenographie (System Scheithauer) – Debattenschrift – Winke und Beispiele zur weiteren Ausbildung im Kürzungswesen zu einer Redeschrift zum Nachschreiben von Reden in hohen Geschwindigkeiten aus.

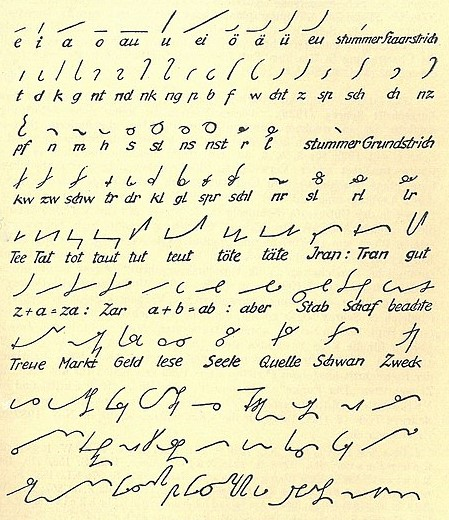
System Scheithauer in der Schriftform von 1913.- Übertragung der letzten drei Zeilen wie bei obiger Systemübersicht von 1896.

1913 veröffentlichte Scheithauer die Alphabetische Stenographie Scheithauer 1913. Scheithauer hatte gegenüber der Vorversion von 1896 Veränderungen an 14 Zeichen vorgenommen. Diese Schriftfassung besteht jedoch ebenfalls aus 31 Konsonantenzeichen (Abstriche) und 11 Vokalzeichen (eu und äu sind gleich; Aufstriche für die Vokale). Sie arbeitet gemäß Scheithauers Werbeslogan „mit 42 Zeichen ohne Dick und Dünn und ohne Sigel“ (d. h. Kürzel, also sehr kurze Zeichen für häufige Wörter). Scheithauer legte die Schriftform von 1913 dem 23er-Ausschuss für die Einigungsverhandlungen zur Schaffung einer deutschen Einheitskurzschrift vor.
Scheithauers Schrift ist einfach gehalten und auch leicht lesbar für fremde Leser, weil sie von der Zeile unabhängig ist. Sie kann mit Durchschrift geschrieben werden, so dass die Kopie eines Schriftstückes erhalten werden kann, was nicht mit Zeichen möglich ist, die sich auch durch Druck unterscheiden. Die Vokale werden nicht wie zum Beispiel bei Franz Xaver Gabelsberger, Ferdinand Schrey oder Wilhelm Stolze am folgenden Mitlaut angedeutet, sondern durchgängig als eigene unveränderliche Vokalzeichen geschrieben (starre Strichvokalisation). Jedes Zeichen in einem Wort beginnt also dort, wo das Zeichen vorher aufgehört hat. Die 11 Selbstlautzeichen werden durch zwei gerade Flachstriche, fünf gerade Aufstriche und vier gewölbte Aufstriche dargestellt. Weitere Vereinfachungen gegenüber anderen Kurzschriften sind nach der Ansicht Scheithauers und seiner Anhänger die fehlende sprachliche Gliederung von Wörtern, keine Zeilenabhängigkeit (wie auch bei Karl Faulmann) sowie das aus nur wenigen Regeln bestehende sehr einfache Regelwerk, was alles zusammengenommen eine sehr leichte Erlernbarkeit zur Folge hat.
Seine Schrift wurde für viele Sprachen ausgearbeitet, so für Englisch, Französisch, Holländisch, Italienisch, Portugiesisch und Spanisch. Auch für Altgriechisch, Lateinisch und Esperanto gibt es Bearbeitungen. Schon 1887 verfasste Scheithauer eine Anpassung des Systems Stolze an die Plansprache Volapük. Die Russische Stenografie ist auf Scheithauers Schrift aufgebaut.
Scheithauers Lehrheft mit dem Titel „Stenografie für Alle“ erschien letztmalig 1946 in der 20. Auflage.

## Scheithauersches Gesicht

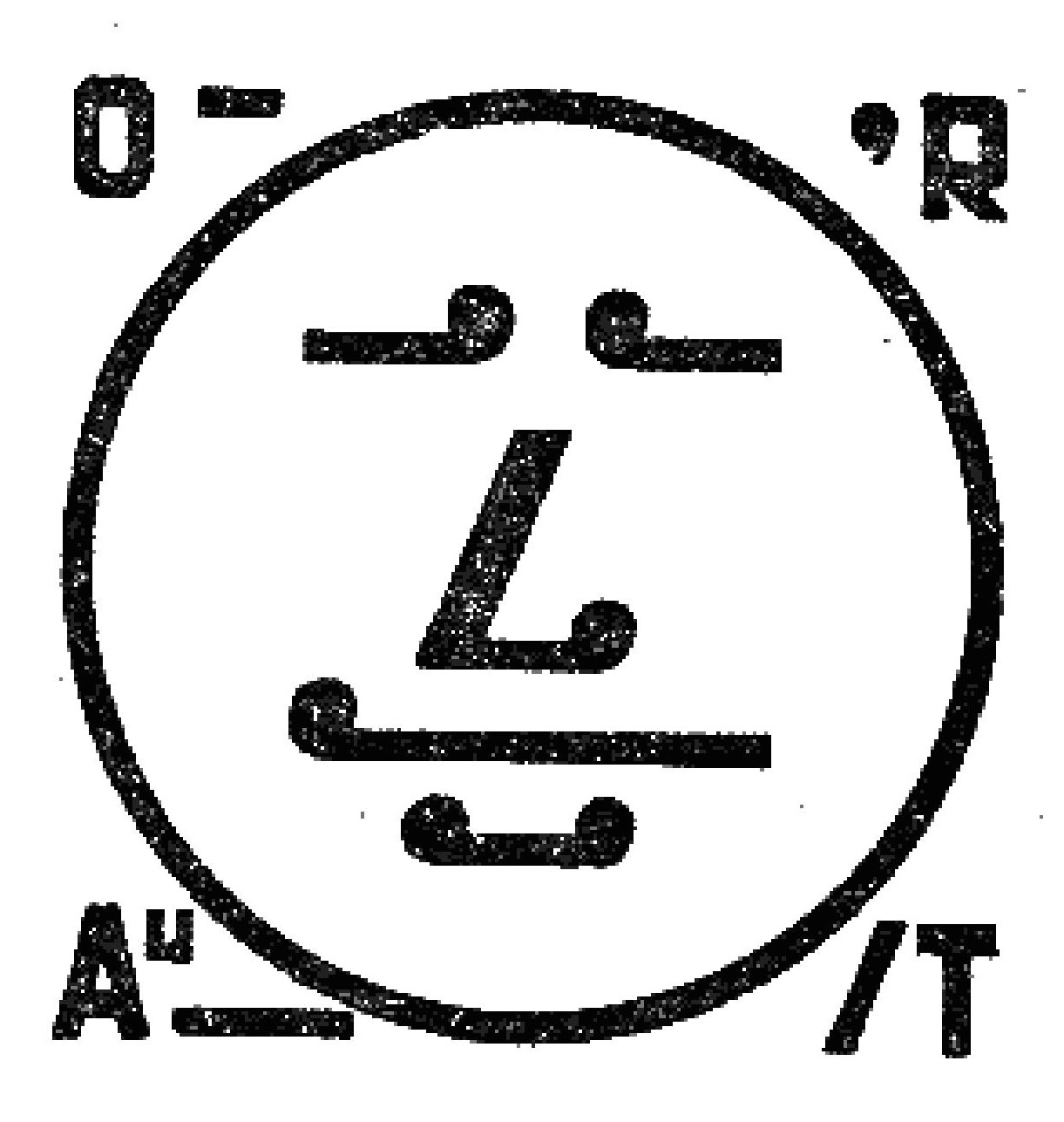
Scheithauersches Gesicht mit Wörtern in der Systemversion von 1913: „Ohr“, „roh“ (Augen), „Tor“ (Nase), „rauh“, „Rohr“ (Mundpartie); nicht hörbares „h“ entfällt

Das Scheithauersche Gesicht war das Logo auf den Lehrmaterialien der beiden von Karl Friedrich Scheithauer entwickelten und veröffentlichten Stenografie-Systeme. Es wurde bereits seit etwa 1900 verwendet und im Laufe der Jahrzehnte unterschiedlich dargestellt. Die Besonderheit des Scheithauerschen Gesichts liegt darin, dass Augen, Nase und Mundpartie lesbare Wörter enthalten, die aus Schriftzeichen der von Scheithauer entwickelten Stenografiesysteme gebildet sind.

Scheithauersches Gesicht aus Ehm Welks Roman auf Eintrittskarte der Darß-Festspiele. – Wörter (System von 1896): „roh“, Ohr (Augen); Tor (Nase); Ruhr (Mund); „schwer“, „nicht“ (Ohren)

Das System Scheithauer erlangte unter der Bezeichnung Stenographie-System Karl Holzhacker mit dem Verlagsort Dresden literarische Würdigung. In dem erstmals 1937 veröffentlichten Roman Die Heiden von Kummerow lässt der Schriftsteller Ehm Welk seine Helden zu Stenografen dieses Systems werden. Das Scheithauersche Gesicht mit den Kurzschriftzeichen des 1896er Systems – die Handlung spielt vor 1913 – erweitern der 10-jährige Bauernsohn Martin Grambauer und die 11-jährige Pastorentochter Ulrike Breithaupt um Ohren. Im Roman wird das Scheithauersche Gesicht als „das Gesicht, das spricht“ bezeichnet.

## Andere Systeme auf Scheithauerscher Grundlage
Karl Scheithauers einfache und leicht erlernbare Schrift lebt in den Veröffentlichungen zahlreicher Nachfolger weiter, die Scheithauers Ideen bis in die Gegenwart trugen.

### Bearbeitungen bis in die 1970er Jahre
Ferdinand Schrey übernahm fast unverändert Scheithauers System von 1913 und veröffentlichte es 1928 unter der Bezeichnung Volksverkehrskurzschrift (VVK). Rektor Karl Otto aus Gladbeck brachte, ebenfalls auf Scheithauerscher Grundlage, allerdings mit überwiegend anderen Konsonantenzeichen und 70 Kürzeln, 1959 die Einfache Stenografie (ES) heraus. In den folgenden Jahren erschienen in Zusammenarbeit Ottos mit dem Lehrer Gundolf Alliger aus Gelnhausen, der nun auch der Verleger war, verschiedene Systemrevisionen der Einfachen Stenografie. Von 1975 bis 1978 veröffentlichte Gundolf Alliger als alleiniger Verfasser weitere eigene Varianten der ES (z. B. Alligrafie). Der Presse- und Verhandlungsstenograf Peter Spiegel brachte 1966 seine Universalkurzschrift (UKS) heraus. 1977 veröffentlichte Dr. Jürgen Dobermann aus Berlin die Europa-Kurzschrift, die, von wenigen Änderungen und 6 Kürzeln abgesehen, eine Kopie der Scheithauer-Schrift ist.

### Aktuelle Entwicklung

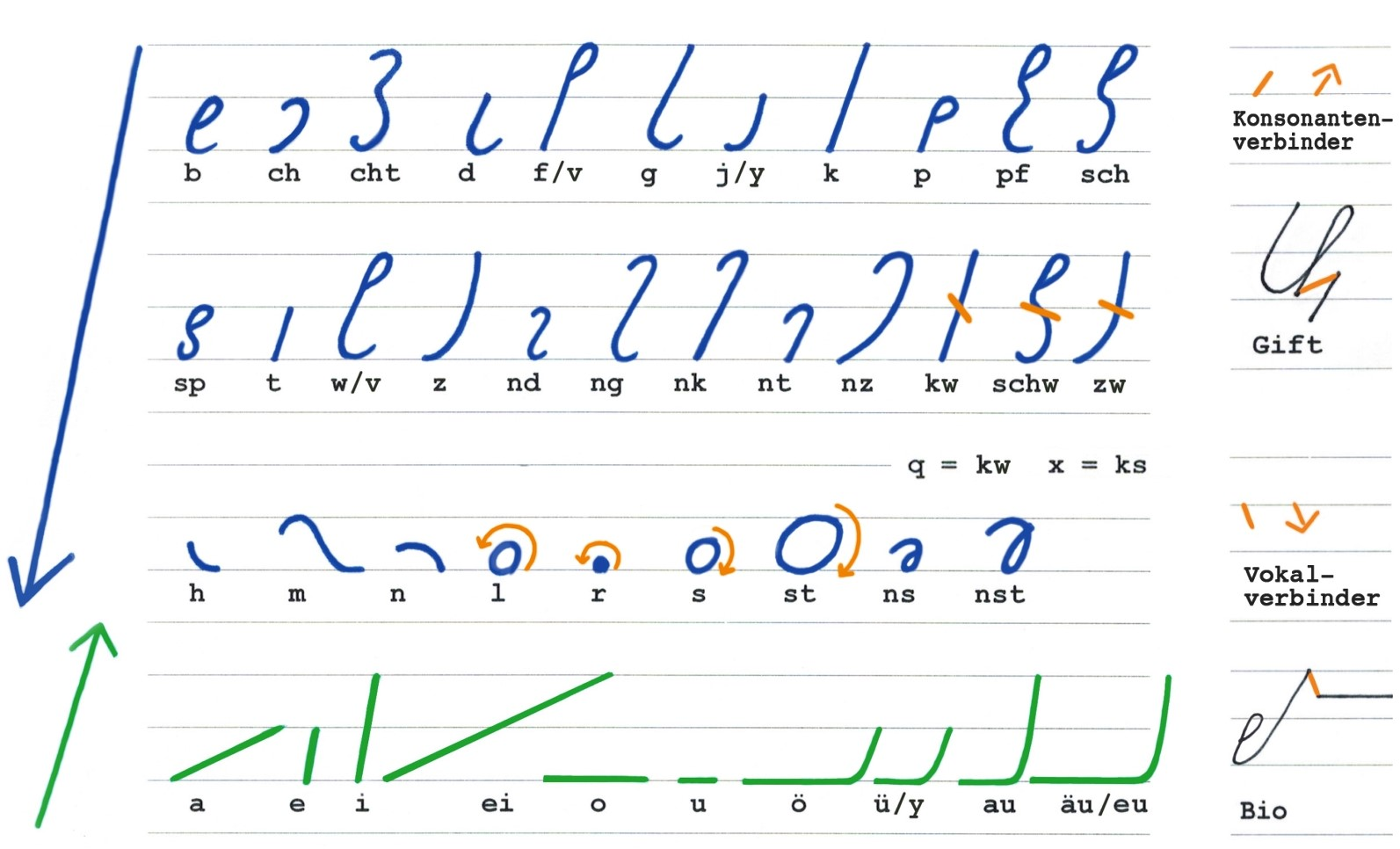
System Scheithauer-Steinmetz – Zeichenübersicht

Im Jahr 2020 gab der EDV-Trainer, Stenografielehrer und Lehrer für Textverarbeitung Markus Steinmetz aus Köln eine Bearbeitung des selbstlautschreibenden Systems von Scheithauer heraus. Er entwickelte es durch einige Anpassungen und Umstellungen weiter. Die 2. Auflage seines Lehrbuchs erfolgte 2022.
Steinmetz stellte unter anderem zur besseren Unterscheidung einige Vokale um, verwandelte aus Deutlichkeitsgründen Scheithauers Kopfbögen bei den Konsonanten in Schleifen und wechselte der besseren Lesbarkeit wegen einige Zeichen aus. Das System hat keine großen Ausnahmeregeln. Der Lehrgang ist in eine Grundstufe und eine Kürzungsstufe unterteilt. Kürzel, also kurze feststehende Zeichen für häufige Wörter, werden neben anderen Verkürzungsmöglichkeiten für alle, welche die Schrift der Grundstufe noch stärker kürzen wollen, erst in der Kürzungsstufe zur eigenen Auswahl angeboten.

## Veröffentlichungen (auszugsweise)
- 42 Zeichen ohne „Dick und Dünn“ und ohne „Sigel“ … Für Schule und Selbstunterricht, Leipzig 1935
- Alphabetische Stenographie Scheithauer 1913, Leipzig 1913
- Deutsche Volksstenographie, 1892
- Die Stenographie Stolze-Schrey – ein Werk des Stumpfsinns, Leipzig 1915
- Handbuch der Schriftkürzung, Leipzig 1929, 2. Ausgabe
- Stenographie für Alle, Zirndorf 1946, 20. Auflage
- Stenographische Fibel, Leipzig 1933, 17. Auflage
- System der Stenographie. Nach graphologischen Erfahrungen aufgestellt, 1896
- System der Stenographie, Leipzig 1900, 6. Auflage
- System der Schriftkürzung, Leipzig 1903, 3. Auflage
- Zur Frage der stenographischen Einheit, Leipzig-Thonberg 1913